# Tainisopus fontinalis
Tainisopus fontinalis is een pissebed uit de familie Tainisopidae. De wetenschappelijke naam van de soort is voor het eerst geldig gepubliceerd in 1992 door Wilson & Ponder.